# Horné Naštice
Horné Naštice este o comună slovacă, aflată în districtul Bánovce nad Bebravou din regiunea Trenčín. Localitatea se află la altitudinea de 237 m deasupra n.m., se întinde pe o suprafață de 8,57 km2 și în 2017 număra 469 de locuitori.

## Istoric
Localitatea Horné Naštice este atestată documentar din 1295.

## Demografie
| An:                | 1994 | 2004   | 2014   | 2024    |
| ------------------ | ---- | ------ | ------ | ------- |
| Număr de persoane: | 458  | 418    | 430    | 529     |
| Diferență:         |      | −8,73% | +2,87% | +23,02% |

| An:                | 2023 | 2024   |
| ------------------ | ---- | ------ |
| Număr de persoane: | 521  | 529    |
| Diferență:         |      | +1,53% |